# 嘉義市政府交通處
嘉義市政府交通處（簡稱交通處），是嘉義市政府的直屬機關。處長及副處長之下共有3科，分別是：交通行政科、交通工程科及停車管理科。主要業務有交通管理、管制、規劃、交通運輸政策研究擬訂、大眾運輸規劃管理、計程車費率規劃調整、特種車輛行經路線協調、規劃、交通建設工程興建、維護、管理、交通現況調查作業規劃、交通管制工程設計、施工、管理、嘉義市路邊停車收費相關事宜等。嘉義市政府交通處在1982年隨嘉義市政府成立，2014年納入觀光業務改制為「嘉義市政府交通觀光處」。2017年《嘉義市政府組織自治條例》修正，嘉義市政府交通觀光處之觀光業務分出並成立嘉義市政府觀光新聞處，嘉義市政府交通觀光處改制回「嘉義市政府交通處」。

## 組織架構
嘉義市政府交通處在處長以及副處長之下設有3科。
- 處長
  - 副處長

### 所屬部門

#### 交通行政科

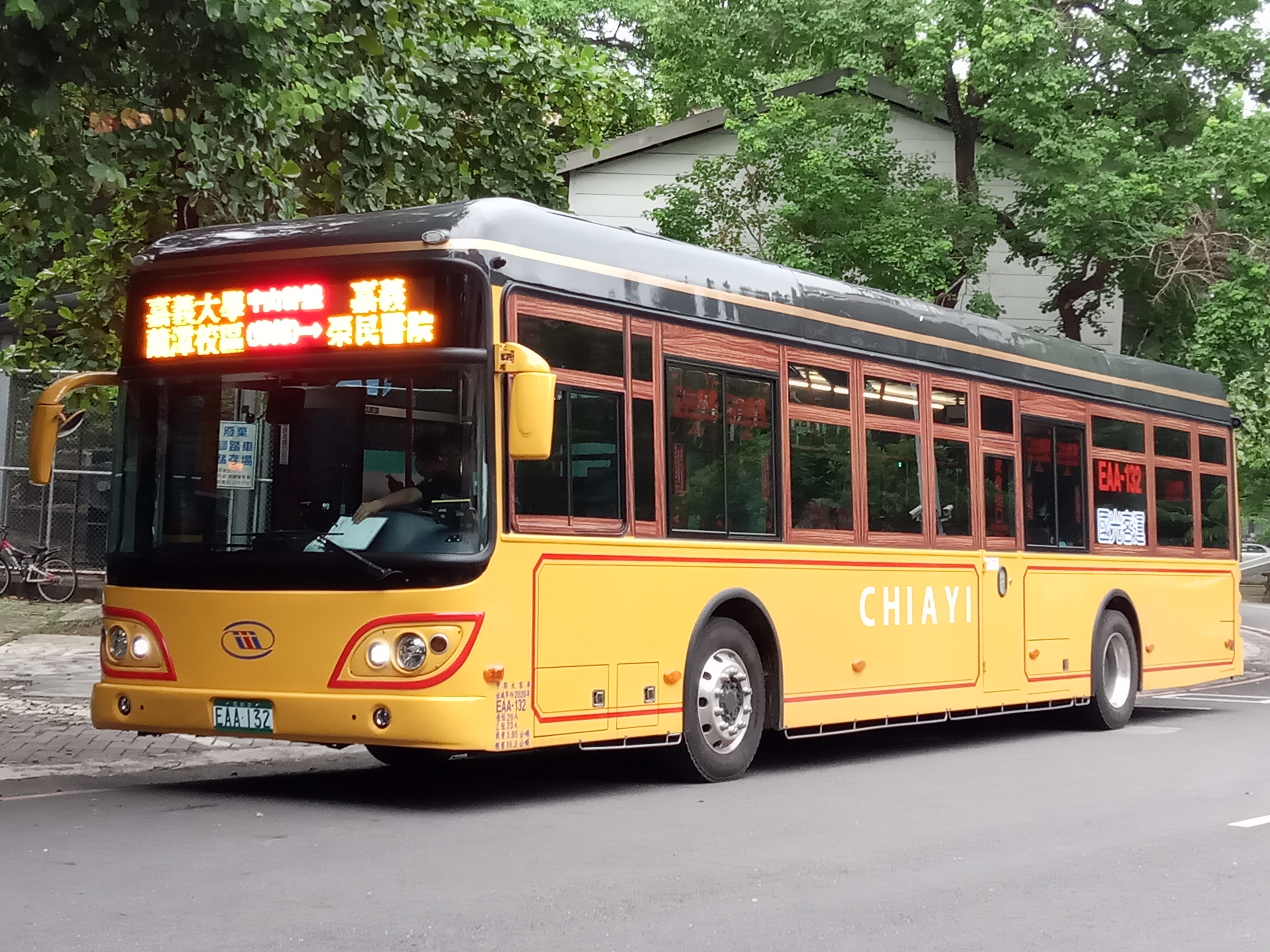
交通行政科轄下之嘉義市公車

- 交通管理、管制、規劃
- 交通運輸政策研究擬訂
- 大眾運輸規劃管理
- 計程車費率規劃調整
- 特種車輛行經路線協調、規劃
  - 嘉義市公車路線
  - 嘉義市路邊停車格資訊
  - 計程車乘客申訴
  - 干擾飛航通訊器材種類 、發放
- 道路交通安全督導會報業務執行與督導
- 交通行政業務管理
- 相關法令修(擬)訂

#### 交通工程科
- 交通建設工程興建、維護、管理
- 交通現況調查作業規劃
- 交通管制工程設計、施工、管理
  - 號誌申請設置
  - 號誌故障維修
  - 路口反射鏡等申請設置
- 交通系統整體規劃

#### 停車管理科
- 處理嘉義市路邊停車收費相關事宜
- 路邊收費停車場規劃、管制及管理
- 路外停車場規劃、管理、督導
  - 全市停車場位置圖
  - 全市停車場申請
  - 停車場登記證申請
  - 臨時路外停車場申請
- 嘉義市路邊停車格資訊
- 路邊停車欠費網站查詢

## 外部連結
- 嘉義市政府交通處（页面存档备份，存于）（中文）（英文）